# آموزش عالی تایمز
تایمز هایر اجوکیشن (به انگلیسی: Times Higher Education) یا مخفف شده THE، مجله‌ای هفتگی در بریتانیا است که در خصوص اخبار و اطلاعات آموزش عالی می‌باشد. این نشریه مجله‌ای پیشرو و نخستین مجله دربارهٔ آموزش عالی و تحصیلات عالیه در بریتانیا است. نخستین شماره مجله تایمز هایر اجوکیشن در اکتبر ۱۹۷۱ منتشر شد.